# Dersim-massakren
Dersim-massakren refererer til den tyrkiske stats undertrykkelse af kurderne i Dersim-provinsen (det nuværende Tunceli) i 1937-38. Undertrykkelsen betegnes officielt som en "nedkæmpelse" af et påstået "oprør" i regionen. Martin van Bruinessen mener dog ikke, at der fandt et decideret oprør sted, men at staten ventede på at kunne reagere på en begivenhed. Denne begivenhed, som staten efterfølgende har klassificeret som et "oprør", er ifølge øjenvidner drabet på en soldat og nedbrændingen af en bro. Lokale fra Dersim hævder, at drabet på den pågældende soldat skete, da denne forgreb sig på en lokal kvinde, og at broen blev brændt ned som led i gerningsmandens flugt.
Men flere faktorer indikerer, at et indgreb over for Dersim allerede var planlagt flere år forinden. Tunceli Kanunu, som var en særregel specielt etableret med henblik på indlemmelsen og assimileringen af Dersim-provinsen, er fra 1935.
Det militære indgreb resulterede herefter i, at titusinder (en analyse af folkeoptællingerne peger på ca. 40.000) enten blev slået ihjel eller fordrevet til vestlige provinser. Der er i dag stadigvæk snesevis af landsbyer i det centrale og vestlige Tyrkiet med fordrevne Dersim-flygtninge, kaldt "38 sürgünleri" (fordrevne fra '38).